# UCI Asia Tour 2009
Navigation
Édition précédente Édition suivante
L'UCI Asia Tour 2009 est la cinquième édition de l'UCI Asia Tour, l'un des cinq circuits continentaux de cyclisme de l'Union cycliste internationale. Il est composé de 31 compétitions, organisées du 4 octobre 2008 au 15 septembre 2009 en Asie.
La victoire revient pour la deuxième fois à l'Iranien Ghader Mizbani, vainqueur notamment du Kerman Tour, du Tour de Singkarak et du President Tour of Iran. Il succède au palmarès à l'Iranien Hossein Askari. Le classement par équipes est remporté pour la deuxième fois d'affilée par la formation Tabriz Petrochemical (Iran) et les deux classements par pays sont gagnés par le Kazakhstan et l'Iran (chez les moins de 23 ans).

## Calendrier des épreuves

### Octobre 2008
| Date  | Course                     | Pays      | Classe | Vainqueur             | Équipe                |
| ----- | -------------------------- | --------- | ------ | --------------------- | --------------------- |
| 4-8   | Tour of Milad du Nour      | Iran      | 2.2    | Ahad Kazemi           | Tabriz Petrochemical  |
| 12-16 | Kerman Tour                | Iran      | 2.2    | Ghader Mizbani        | Tabriz Petrochemical  |
| 19-25 | Tour de Hong Kong Shanghai | Hong Kong | 2.2    | Christoff van Heerden | Konica Minolta/Bizhub |
| 26    | Japan Cup                  | Japon     | 1.HC   | Damiano Cunego        | Lampre                |

### Novembre 2008
| Date  | Course           | Pays      | Classe | Vainqueur        | Équipe                     |
| ----- | ---------------- | --------- | ------ | ---------------- | -------------------------- |
| 8-9   | Tour de Okinawa  | Japon     | 2.2    | Yukiya Arashiro  | Meitan Hompo-GDR           |
| 11-19 | Tour de Hainan   | Chine     | 2.1    | Boris Shpilevsky | Équipe nationale de Russie |
| 23-5  | Tour d'Indonésie | Indonésie | 2.2    | Ghader Mizbani   | Tabriz Petrochemical       |

### Décembre 2008
| Date  | Course                              | Pays      | Classe | Vainqueur            | Équipe                              |
| ----- | ----------------------------------- | --------- | ------ | -------------------- | ----------------------------------- |
| 13    | International Grand Prix Al-Khor    | Qatar     | 1.2    | Rafaâ Chtioui        | Doha                                |
| 14    | International Grand Prix Losail     | Qatar     | 1.2    | Abdelbasset Hannachi | Doha                                |
| 14-21 | Tour de la mer de Chine méridionale | Hong Kong | 2.2    | Xu Gang              | Hong Kong Shanghai Sports Institute |
| 15    | International Grand Prix Messaeed   | Qatar     | 1.2    | Ayman Ben Hassine    | Doha                                |
| 16    | International Grand Prix Doha       | Qatar     | 1.2    | Ayman Ben Hassine    | Doha                                |
| 18-20 | Cycling Golden Jersey               | Qatar     | 2.2    | Alexey Lyalko        | Équipe nationale du Kazakhstan      |

### Janvier
| Date | Course                   | Pays                | Classe | Vainqueur         | Équipe |
| ---- | ------------------------ | ------------------- | ------ | ----------------- | ------ |
| 23   | H. H. Vice President Cup | Émirats arabes unis | 1.2    | Ayman Ben Hassine | Doha   |
| 24   | Emirates Cup             | Émirats arabes unis | 1.2    | Ayman Ben Hassine | Doha   |

### Février
| Date | Course           | Pays     | Classe | Vainqueur  | Équipe                                          |
| ---- | ---------------- | -------- | ------ | ---------- | ----------------------------------------------- |
| 1-6  | Tour du Qatar    | Qatar    | 2.1    | Tom Boonen | Quick Step                                      |
| 9-15 | Tour de Langkawi | Malaisie | 2.HC   | José Serpa | Serramenti PVC Diquigiovanni-Androni Giocattoli |

### Mars
| Date | Course         | Pays           | Classe | Vainqueur          | Équipe        |
| ---- | -------------- | -------------- | ------ | ------------------ | ------------- |
| 8-14 | Tour de Taïwan | Taipei chinois | 2.2    | Krzysztof Jeżowski | Merida Europe |

### Avril
| Date  | Course            | Pays      | Classe | Vainqueur       | Équipe                   |
| ----- | ----------------- | --------- | ------ | --------------- | ------------------------ |
| 4-9   | Tour de Thaïlande | Thaïlande | 2.2    | Andrew Bajadali | Kelly Benefit Strategies |
| 19-26 | Jelajah Malaysia  | Malaisie  | 2.2    | Timothy Roe     | Savings & Loans          |
| 30-3  | Tour de Singkarak | Indonésie | 2.2    | Ghader Mizbani  | Petrochemical Tabriz     |

### Mai
| Date  | Course                 | Pays  | Classe | Vainqueur          | Équipe                         |
| ----- | ---------------------- | ----- | ------ | ------------------ | ------------------------------ |
| 11-15 | President Tour of Iran | Iran  | 2.2    | Ghader Mizbani     | Petrochemical Tabriz           |
| 17-24 | Tour du Japon          | Japon | 2.2    | Sergio Pardilla    | CarmioOro-A Style              |
| 28-31 | Tour de Kumano         | Japon | 2.2    | Valentin Iglinskiy | Équipe nationale du Kazakhstan |

### Juin
| Date | Course        | Pays         | Classe | Vainqueur     | Équipe |
| ---- | ------------- | ------------ | ------ | ------------- | ------ |
| 5-14 | Tour de Corée | Corée du Sud | 2.2    | Roger Beuchat | Neotel |

### Juillet
| Date  | Course              | Pays     | Classe | Vainqueur       | Équipe               |
| ----- | ------------------- | -------- | ------ | --------------- | -------------------- |
| 17-26 | Tour du lac Qinghai | Chine    | 2.HC   | Andrey Mizourov | Petrochemical Tabriz |
| 28-30 | Perlis Open         | Malaisie | 2.2    | Anuar Manam     | Azad University Iran |

### Août
| Date | Course                                 | Pays      | Classe | Vainqueur            | Équipe                         |
| ---- | -------------------------------------- | --------- | ------ | -------------------- | ------------------------------ |
| 8-10 | Tour de Java oriental                  | Indonésie | 2.2    | Andrey Mizourov      | Petrochemical Tabriz           |
| 16   | Championnats d'Asie - course en ligne  | Indonésie | CC     | Dmitriy Fofonov      | Équipe nationale du Kazakhstan |
| 17   | Championnats d'Asie - contre-la-montre | Indonésie | CC     | Alexandre Vinokourov | Équipe nationale du Kazakhstan |

### Septembre
| Date | Course           | Pays  | Classe | Vainqueur        | Équipe                           |
| ---- | ---------------- | ----- | ------ | ---------------- | -------------------------------- |
| 9-13 | Tour de Hokkaido | Japon | 2.2    | Takashi Miyazawa | EQA-Meitan Hompo-Graphite Design |

### Épreuves annulées
| Date          | Course                       | Pays                | Classe | Cause |
| ------------- | ---------------------------- | ------------------- | ------ | ----- |
| 26 janvier    | UAQ International Race       | Émirats arabes unis | 1.2    |       |
| 20-21 juin    | Petaling Jaya City Criterium | Malaisie            | 2.2    |       |
| 1er-7 juillet | Tour d'Azerbaïdjan           | Iran                | 2.2    |       |
| 11-19 juillet | Wind from the East           | Russie              | 2.2    |       |
| 20-21 juillet | Melaka Chief Minister Cup    | Malaisie            | 2.2    |       |
| 23-25 juillet | Jelajah Negeri Sembilan      | Malaisie            | 2.2    |       |

## Classements finals
| #   | Coureur              | Pays       | Pts    |
| 1.  | Ghader Mizbani       | Iran       | 384.5  |
| 2.  | Andrey Mizourov      | Kazakhstan | 368.5  |
| 3.  | Boris Shpilevsky     | Russie     | 254    |
| 4.  | Dmitriy Fofonov      | Kazakhstan | 242    |
| 5.  | Valentin Iglinskiy   | Kazakhstan | 217    |
| 6.  | Ayman Ben Hassine    | Tunisie    | 179.66 |
| 7.  | Abdelbasset Hannachi | Algérie    | 178    |
| 8.  | Takashi Miyazawa     | Japon      | 161    |
| 9.  | Taiji Nishitani      | Japon      | 152.25 |
| 10. | Jai Crawford         | Australie  | 146    |

| #    | Équipe                       | Pays         | Pts    |
| 01.  | Petrochemical Tabriz         | Iran         | 1015   |
| 02.  | Doha                         | Qatar        | 628,66 |
| 03.  | Azad University Iran         | Iran         | 438    |
| 04.  | Serramenti PVC Diquigiovanni | Venezuela    | 335    |
| 05.  | EQA-Meitan Hompo             | Japon        | 268    |
| 06.  | Aisan Racing Team            | Japon        | 250    |
| 07.  | Savings & Loans              | Australie    | 240    |
| 08.  | Cervélo TestTeam             | Suisse       | 228    |
| 09.  | Seoul                        | Corée du Sud | 210    |
| 010. | CarmioOro-A Style            | Italie       | 205    |

### Classements par nations
| #   | Pays         | Pts      |
| 1.  | Kazakhstan   | 1 259,82 |
| 2.  | Iran         | 1 015,5  |
| 3.  | Japon        | 780,25   |
| 4.  | Malaisie     | 292      |
| 5.  | Ouzbékistan  | 255,98   |
| 6.  | Corée du Sud | 255      |
| 7.  | Kirghizistan | 185      |
| 8.  | Chine        | 183      |
| 9.  | Hong Kong    | 150      |
| 10. | Syrie        | 139      |

| #   | Pays (U23)    | Pts   |
| 1.  | Iran          | 160   |
| 2.  | Kazakhstan    | 89,98 |
| 3.  | Malaisie      | 63    |
| 3.  | Japon         | 63    |
| 5.  | Mongolie      | 44    |
| 6.  | Thaïlande     | 41    |
| 7.  | Viêt Nam      | 40    |
| 8.  | Corée du Nord | 38    |
| 9.  | Chine         | 36    |
| 10. | Corée du Sud  | 30    |